# W. Lee Wilder
W. Lee Wilder, geboren als Wilhelm Wilder, auch Willie Wilder, (* 22. August 1904 in Sucha, Österreich-Ungarn; † 14. Februar 1982 in Los Angeles, Vereinigte Staaten) war ein österreichisch-amerikanischer Unternehmer, Filmregisseur und Filmproduzent.

## Leben
Wilhelm Wilder übersiedelte mit seinen Eltern und seinem zwei Jahre jüngeren Bruder Samuel, der in Hollywood als Billy Wilder eine Weltkarriere als Filmregisseur machen sollte, 1916 von der k.u.k.-Provinz Galizien in die Hauptstadt Wien. Bereits im kommenden Jahrzehnt wanderte Wilhelm Wilder in die USA aus und ließ sich in New York City nieder. Dort nannte er sich fortan Willie (William) Wilder und war in den kommenden zwei Jahrzehnten mit einer eigenen Firma, der auf Long Island beheimateten "Wm. Wilder Co., Inc. Original Handbags", als Geschäftsmann recht erfolgreich mit der Herstellung von Handtaschen.
In der Zwischenzeit hatte sich Bruder Billy in Hollywood als Regisseur von Filmdramen einen Namen gemacht, und so beschloss Willie Wilder kurz vor Kriegsende 1945 ebenfalls sein Glück in Hollywood zu versuchen. Billys film-noir-Klassiker Frau ohne Gewissen bestärkte den „unbekannten Wilder“, es gleichfalls mit der Herstellung von düsteren Kriminalfilmen zu versuchen. Um nicht mit Billy verwechselt zu werden, nannte er sich anstatt Willie fortan W. Lee Wilder und inszenierte zwischen 1946 und 1959 acht Streifen dieses Genres. Seine erste Filmarbeit, The Great Flamarion mit Erich von Stroheim in der Hauptrolle, kann ebenfalls dazu gezählt werden, wurde von Wilder jedoch lediglich produziert. Darüber hinaus inszenierte er eine Reihe von äußerst billig hergestellten Horror- und Science-Fiction-Filmen.
Stets im Schatten seines ungleich berühmteren Bruders stehend, zog sich W. Lee Wilder nach der Inszenierung zweier obskurer und kaum gezeigter C-Streifen (Caxambu!, The Omegans) 1968 aus dem Filmgeschäft zurück.
Sein Sohn Myles Wilder (1933–2010) war ein gut beschäftigter Drehbuchautor und schrieb von 1953 bis 1959 die Manuskripte zum Gros der Kinoinszenierungen seines Vaters. Willies Enkelin Kimberly „Kim“ Wilder-Lee betreut die Pressearbeit für mehrere Fernsehstudios und war in diesem Zusammenhang auch für die PR zu den Erfolgsserien Die Simpsons und Akte X – Die unheimlichen Fälle des FBI zuständig.

## Filmografie
Als Produzent:
- 1945: The Great Flamarion
- 1946: Strange Impersonation
- 1946: The Glass Alibi
- 1947: Yankee Fakir
- 1947: The Pretender
- 1948: The Vicious Circle
- 1949: Melodious Sketches (Kurzfilm)
- 1949: Melodies Reborn (Kurzfilm)
- 1950: Once a Thief
- 1950: The Tradition (Kurzfilm)
- 1951: Three Steps North
- 1953: Phantom From Space
- 1954: The Snow Creature
- 1955: The Big Bluff
- 1955: Aasgeier (Manfish)
- 1956: Fright
- 1958: Spy in the Sky!
- 1967: Caxambu!
- 1968: The Omegans

Als Regisseur:
- 1946: The Glass Alibi
- 1947: Yankee Fakir
- 1947: The Pretender
- 1948: The Vicious Circle
- 1949: Melodious Sketches (Kurzfilm)
- 1949: Melodies Reborn (Kurzfilm)
- 1950: Once a Thief
- 1950: The Tradition (Kurzfilm)
- 1951: Three Steps North
- 1953: Phantom From Space
- 1954: The Snow Creature
- 1955: The Big Bluff
- 1955: Aasgeier (Manfish)
- 1956: Fright
- 1957: Der Mann ohne Körper (The Man Without a Body)
- 1958: Spy in the Sky!
- 1959: Zehn Frauen verschwanden in Paris (Bluebeards Ten Honeymoons)
- 1967: Caxambu!
- 1968: The Omegans